# Ophthalmitis suppressaria
Ophthalmitis suppressaria är en fjärilsart som beskrevs av Walker 1866. Ophthalmitis suppressaria ingår i släktet Ophthalmitis och familjen mätare. Inga underarter finns listade i Catalogue of Life.